# 一迅社文庫
一迅社文庫（一迅社文庫、Ichijinsha Pocket edition）是一迅社在2008年5月20日創刊的輕小說文庫系列。
與以少女向輕小說作品為主的姐妹文庫一迅社文庫Iris（2008年7月19日創刊）從創刊起共同舉辦新人獎「一迅社文庫大賞」，但部門分開。舉辦三屆之後，第四屆更改為獨立舉辦一迅社文庫NewGenerationAward2012。
原創作品外，亦有出版漫畫、遊戲作品的小說化作品。
2016年12月20日，因一迅社被讲谈社收购，加上轻小说文库业绩持续亏损，在发行完12月号后，一迅社文库正式停刊。

## 作品一覽
由於未出版書籍居多，完整列表請見日語版條目。

### 東立出版社
- 櫻色家族！（杉井光／ゆでそば）
- 死神少女‧鏡（魁／桐野霞）
- 死圖眼的伊妲卡（杉井光／椎野唯）
- 紫苑的血族（杉井光／きみしま青）
- 女帝·龍凰院麟音的初戀（風見周／水月悠）
- 認真和我談戀愛!!（野山風一郎／ぽん太）
- 星圖詠的理娜（川口士／南野彼方）
- 五年二班的吸血鬼（糸緒思惟／小路あゆむ）
- 千之魔劍與盾之少女（川口士／アシオ）
- 10歲的保健體育（竹井10日／高見明男）
- 世界末日女子學園☆（糸緒思惟／小路あゆむ）
- 茜色交響曲（瑞智士記／きみしま青）
- 我被綁架到貴族女校當「庶民樣本」（七月隆文／閏月戈）
- 銀閃戰乙女與封門公主（瀬尾つかさ／美弥月いつか）
- （糸緒思惟／小路あゆむ）

### 四季國際
- 雖然我不記得，但還是喜歡妳（比嘉智康／希望つばめ）

## 電視動畫
一迅社文庫第一部動畫作品『我被綁架到貴族女校當「庶民樣本」』，包含原作小說和漫畫。

## 腳註
1. ↑  《神薙》、《穿越宇宙的少女》等作品小說版。

## 外部連結
- 一迅社文庫（页面存档备份，存于）
- 一迅社文庫編輯部BLOG（页面存档备份，存于）